# بی روی فریدن
 بی روی فریدن (انگلیسی: B. Roy Frieden؛ زاده ) یک ریاضی‌دان، و فیزیک‌دان است.